# Thalassios (Syrien)
Thalassios († 22. Februar 440) war ein Heiliger, Einsiedler und Asket in Kyrrhos in Syrien.

## Leben und Legende
Thalassios wurde in der zweiten Hälfte des 4. Jahrhunderts geboren und zog sich nach 379 in der Zeit der Regierung des oströmischen Kaisers Theodosios I. als Einsiedler an die Gräber der heiligen Ärzte Cosmas und Damian zurück. Diese Wundertäter erlitten ihr Martyrium zu Beginn der diokletianischen Christenverfolgung im Jahre 303. Thalassios praktizierte zur Heiligenverehrung die asketische Übung der „Stille“, eine schweigende Andacht, welche er auch seinen zahlreichen Schülern vermittelte. Durch diese Askese erlangte er ebenfalls die Gabe der Wundertätigkeit. Einer seiner Schüler war Makedonios der Gerstenesser, der 393 die Geburt des Theodoret dessen Eltern nach zwölfjähriger Kinderlosigkeit voraussagte. Theodoret – der theophore Name bedeutet „das Geschenk Gottes“ – erhielt eine hervorragende theologische Ausbildung bei Theodor von Mopsuestia und wurde daraufhin 423 zum Bischof von Kyrrhos gewählt. Thalassios bekam danach alle nur denkbare Förderung durch seinen neuen Bischof und dadurch auch viele neue Schüler, welchen er seine spätere Verehrung zu verdanken hat. Als sein Todesjahr wird in der orthodoxen Überlieferung das Jahr 440 angegeben.

## Verehrung
Thalassios wird in den Ostkirchen am 22. Februar zusammen mit seinem Schüler Limnäos und dem syrischen Mönch und Einsiedler Baradates von Antiochia verehrt, der ebenfalls die schweigende Andacht praktizierte und um 460 starb.